# 北溶乡
北溶乡，是中华人民共和国湖南省怀化市沅陵县下辖的一个乡镇级行政单位。

## 行政区划
北溶乡下辖以下地区：
杨家潭村、斑竹溪村、落坪村、覃明头村、蛟口村、大淇口村、三八村、张朝垭村、朱红溪村、洞上坪村、碣滩村、董山溪村、竹垭村和桐溪浪村。